# En man kom tillbaka
En man kom tillbaka (franska: Une aussi longue absence) är en fransk dramafilm från 1961 i regi av Henri Colpi.

## Utmärkelser
Filmen vann Louis Delluc-priset 1960. Den vann även Guldpalmen för bästa film vid filmfestivalen i Cannes 1961.

## Rollista i urval
- Alida Valli - Thérèse Langlois
- Georges Wilson - luffaren
- Jacques Harden - Pierre
- Diane Lepvrier - Martine
- Catherine Fonteney - Alice
- Philippe de Chérisey - Marcel Langlois
- Charles Blavette - Fernand
- Paul Faivre - pensionären
- Charles Bouillaud - Favier
- Pierre Parel - chefen
- Nane Germon - Simone
- Pierre Mirat - apotekaren